# 台湾虎刺
台湾虎刺（学名：Damnacanthus angustifolius），又名无刺伏牛花，为茜草科虎刺属下的一个种。它是一種原產於台灣一千米到兩千五百米山區的低矮灌木，高度在半米到一米之間，其莖無刺。

## 扩展阅读
- 維基物種上的相關：台湾虎刺